# Дотивил (Оклахома)
Дотивил (енгл. Dotyville) насељено је место без административног статуса у америчкој савезној држави Оклахома.

## Демографија
По попису из 2010. године број становника је 101, што је 84 (494,1%) становника више него 2000. године.
| Група             | 2000.      | 2010.      |
| Белци             | 11 (64,7%) | 73 (72,3%) |
| Афроамериканци    | 0 (0,0%)   | 0 (0,0%)   |
| Азијати           | 0 (0,0%)   | 0 (0,0%)   |
| Хиспаноамериканци | 0 (0,0%)   | 0 (0,0%)   |
| Укупно            | 17         | 101        |